# Sara Lovera
Sara Lovera López (Ciudad de México, 30 de septiembre de 1949), conocida como Sara Lovera, es una periodista y activista feminista mexicana. Fue nombrada en junio de 2024 editora de género en la Organización Editorial Mexicana con 42 marcas editoriales. Luego de  ser considerada  por su tarea profesional y militante a favor de los derechos humanos de las mujeres. Colabora en El País, es profesora en la maestría de periodismo cultural de la Escuela Carlos Septién García y es directora del portal informativo Servicio de Notocias de la Mujer, México SemMéxico.mx. Se ha desempeñado como reportera, corresponsal nacional e internacional y columnista. Ha sido corresponsal del Servicio Especial de Noticias (SEM) desde 1978. Fue socia fundadora del diario La Jornada, donde además creó, con un grupo de periodistas y feministas, el suplemento Doble Jornada, en 1987 que durante 11 años documentó la situación social de las mujeres. En 1988, fue cofundadora de CIMAC, y en 1995, de la agencia multimedia de Cimacnoticias. Fue también impulsora con otras colegas de la creación de las Redes de periodistas con visión de género la nacional, la centroamericana, la latinoamericana, la de México-Estados Unidos y Canadá y finalmente la Red Internacional. En 2014, comenzó la serie de TV Techo de cristal, que produjo la Dirección General de Televisión Educativa (DGTV). En marzo de 2015, impulsó la construcción de una nueva plataforma informativa, ligada a SEMlac, llamada SemMexico. Es Directora y coordinadora  Regional de SEMlac y Directora de SemMéxico. 
En febrero del 2020, la Comisión Nacional de los Derechos Humanos (CNDH) la nombró integrante del Comité Técnico de Evaluación del Instituto Nacional Electoral (INE), comisión responsable de calificar la idoneidad de los cuatro nuevos consejeros con los que se renovó, en agosto, el consejo general de ese instituto. Se definieron cuatro quintentas para aspirantes a consejeros del Instituto Nacional Electoral, designadas por la Cámara de Diputados y propuestas por la Comisión Nacional de los Derechos Humanos, al lado de importantes personalidades del mundo.<refhttps://www.cndh.org.mx/documento/nombra-cndh-sara-lovera-lopez-y-john-mill-ackerman-rose-como-integrantes-del-comite></ref> En octubre de 2020 fue invitada a inaugurar el Consejo Editorial de Género de la Organización Editorial Mexicana, y desde entonces en esa cadena de 42 impresos y portales, publica Palabra de Antígona, cada martes. Este Consejo es el único en su tipo en América Latina y lo preside Martha Ramos, directora editorial de la OEM. 
En su vida tiene más de 30 reconocimientos y premios, entre los que destacan el Hermila Galindo de la Comisión de Derechos Humanos de Distrito Federal, la medalla Josefa Ortiz de Domínguez, recibió una medalla la medalla Hermila Galindo del Congreso de la Cd. de México 2021 y un reconocimiento especial del Congreso General del país, 2023;  el Premio Nacional de Periodismo 2015 por su trayectoria.https://cimacnoticias.com.mx/2016/09/23/premio-nacional-de-periodismo-para-5-mujeres/ En el 2005, fue nominada al Premio Nobel de la Paz, entre otras mil mujeres del mundo.{https://cimacnoticias.com.mx/2005/06/29/doce-mexicanas-entre-mil-nominadas-a-nobel-de-la-paz/{cr}}

## Biografía
Fue la tercera hija del matrimonio de José Lovera Cedillo y Ma. del Rosario López Souza. A los 14 años, cuando estudiaba el tercer año de la secundaria se unió al Movimiento de Liberación Nacional, fundado por el general Lázaro Cárdenas, expresidente de México. Desde entonces tiene una proclividad social a la que no ha renunciado. Fue integrante de la Liga Comunista Espartaco, antes de cumplir 20 años.
A los 12 decidió estudiar periodismo y empezó a colaborar en periódicos escolares. En 1971 comenzó su militancia feminista en el grupo Mujeres en Acción Solidaria. Leyó y estudió la historia del feminismo, de las mujeres mexicanas desde entonces.
Se casó a los 22 años, en 1972, con Joel Garnica y Dovala, un militante social y asesor sindical, con quién procreó una hija y un hijo. Vivió en pareja hasta julio de 2004 cuando un agresivo cáncer se llevó a Joel Garnica y Dovala . Entre 1968 y 1972 laboró en el periódico El Día y formó parte de la fundación de la edición vespertina de ese mismo medio llamado Crucero. Al salir de El Día trabajó sucesivamente en el gobierno del Distrito Federal donde creó un sistema de información al público; en el grupo promotor voluntario de ese gobierno, donde inició una larga carrera de investigación histórica de la condición social de las mujeres; laboró en varios programas del entonces Canal 13/Imevisión (1974-1976), como A Media Tarde, Y Ahora, el Noticiario 7.º Día, el noticiario nocturno y en su noticiero diario al iniciarse la campaña presidencial de José López Portillo que cubrió en la mitad del país; participó en el suplemento infantil del diario Ovaciones e hizo reportajes especiales para el diario oficial El Nacional en 54 regiones indias de México. En 1977 retornó a El Día; en 1981 se incorporó como reportera al diario Uno más Uno, y en 1984 participó en la construcción del diario La Jornada, donde laboró 14 años. En La Jornada además de ser socia fundadora creó, con un grupo de periodistas y feministas el suplemento DobleJornada, un suplemento que documentó la condición social de las mujeres durante 11 años. También contribuyó en la fundación del noticiero El Mundo a las 8 del Canal Once de TV del Instituto Politécnico Nacional en 1976.
En 1988, con un grupo de periodistas fundó la asociación civil Comunicación e Información de la Mujer (CIMAC) que se convirtió en una agencia informativa multimedia hacia 1995. Ha hecho la cobertura informativa de momentos cruciales en México y otras partes del mundo, como el sismo de 1985; la lucha de los trabajadores en la década de los años 80; la caída del Muro de Berlín en Alemania; la Liberación de Namibia; cubrió la presencia y crecimiento de la propuesta feminista, hizo la cobertura de 3 de las 4 Conferencias Mundiales de la Mujer: México, 1975; Copenhague, Dinamarca 1980 y Nairobi, Kenia 1985; así como la actual estela de violencia que ha invadido a México; lo relativo a la violencia contra las mujeres como el signo más indignante del control patriarcal y el crecimiento de la participación política de las mujeres, hasta que en 2014 se legisló sobre la paridad electoral y en 2019 la paridad total.
Desde CIMAC creó las redes de periodistas con visión de género: la nacional mexicana, la centroamericana, la latinoamericana, la de México-Estados Unidos y Canadá y finalmente la Red Internacional.
Contribuyó al nacimiento de la agencia madrileña Ameco/press y a la catalana La Independent de la que es funcionaria,entre 2006 y 2008.
Ha sido corresponsal del Servicio Especial de Noticias (SEM) desde 1978. Actualmente es la directora y coordinadora regional de la agencia de noticias Servicio de Noticias de la Mujer de Latinoamérica y El Caribe, SEMlac, resultado de SEM y en marzo de 2015 impulsó la construcción de una nueva plataforma informativa, ligada a SEMlac, llamada Semexico (Semmexico.mx). En 2014 comenzó la serie de TV Techo de Cristal que produjo  la Dirección General de Televisión Educativa (DGTV),hasta 2018.
Ha formado parte y participa desde 1971 en muy diversos grupos de mujeres y feministas. Actualmente es la representante legal de SEMlac en México; de Comuicación, Educación y Desarrollo, A.C.(CEDI) y en enero de 2018 fue designada presidenta de la Casa de los Derechos de Periodistas CDP, de donde fue su administradora general (2013-2017).
Es autora de la columna semanal Palabra de Antígona y durante 14 años fue  editorialista del Instituto Mexicano de la Radio en los noticiarios de Antena Radio. En 2019 se cortó sin aviso su intervenciónh. En de 2015 participó una vez cada tres semanas en el programa radiofónico En Sentido Contrario que produjo Radio UNAM.
También  participó todos los sábados como comentarista semanal  en el programa matutino de Mario Martini en Mazatlán, Sinaloa.

## Educación
- Cursó la carrera de periodismo en la Escuela Carlos Septién García(1964-1968).
- Estudió Trabajo Social en la ESCUELA TÉCNICA NO. 7 DE LA Secretaría de Educación Pública (SEP). 1965-1968.
- Fue la primera mujer en ingresar a la Escuela de Agricultura de Chapingo en 1970 para estudiar Comunicación Agrícola.
- Estudió Teoría del Estado en el Colegio Nacional.
- Estudió Educación para Adultos en el CREFAL, en 1971.
- Para todos los demás asuntos, dado que no volvió a ninguna escuela formal desde 1981, se prepara en forma autodidacta sistemáticamente.

## Trayectoria
SARA LOVERA LÓPEZ tiene una larga trayectoria como periodista y feminista. Actualmente desarrolla actividades de organización, gestión de proyectos y coordinación de actividades diversas relacionadas con la incorporación de la perspectiva de género en comunidades y entre distintos actores, desde hace más 25 años.
En 2005 coordinó la investigación que sobre Feminicidio  realizó la Cámara de Diputados. Creó y dirigió la organización no gubernamental Comunicación e Información de la Mujer, Asociación Civil.  
Es docente en género y tiene amplia experiencia en organización e impartición de talleres, seminarios y diplomados de género, educación y comunicación. Asesora de diversas instituciones gubernamentales como el Instituto Nacional de las Mujeres y la Secretaría del Trabajo y Fomento al Empleo del Gobierno del Distrito Federal; o no gubernamentales como Suma y Cladem.
```
Es la presidenta de la Casa de los Derechos de Periodistas en la Ciudad de México. Es secretaria de Comunicación, Educación y Desarrollo para la Igualdad CEDI.
```

### Actividades profesionales
Escribe cada semana la columna Palabra de Antígona que se publica en SemMéxico, en la cadena de la OEM y  en medio centenar de medios en la República Mexicana y en América Latina y Europa. Palabra de Antígona se publica especialmente en España.Es Coordinadora del grupo Diez Comunicación formado por periodistas, comunicadoras y publirrelacionistas de 14 entidades del país. En proceso de conformación legal.

Escribe Posdata, una columna incidental y casuística, que se publica en los mismos espacios de Palabra de Antígona.
Se desempeña como  editora de género en la OEM, conduce el podcast de La Lovera, feminismo desde cero o feminismo costidiano producido por la OEM, a la fecha lleva 75 episodio y  el podcast se publica en 34 canales de youtube de esa empresa; es profesora de la maestría en  Cultura, de la Escuela de Periodismo Carlos Septién García;  funcionaria de la agencia de noticias La Independent de Cataluña (que fundó) y corresponsal de Ameco Press de Madrid, donde es fundadora y asesora.
Es profesora y conferencista de la Red Internacional de Periodistas con Visión de Género.
Fue asesora en medios y tallerista en medios, género y protección a periodistas de  la Secretaría General de Gobierno del estado de Guerrero. Marzo 2019 a  septiembre de 2021. fecha. Fue asesora de la Secretaría de la Mujer del Estado de México -2021-2022.
Impulsó y formó  parte del comité técnico del Observatorio de Género y Medios de Comunicación del estado de Michoacán.
Fue asesora en medios del Instituto Nacional de las Mujeres INMUJERES.(2013-2018). Ha colaborado con la Secretaría de Trabajo y Fomento al Empleo del Gobierno del antes Distrito Federal  hoy Ciudad de México. 
Fue conductora de la serie  Mujeres en Movimiento, de Capital 21 el canal de televisión de la Ciudad de México, entre 2006 a 2010, con 200 progrmas; conductora y responsable del programa semanal  Techo de Cristal producido por la Dirección General de Televisión Educativa DGTVE 2014-2018, donde realizó 46 entrevistas a mujeres destacadas en la vida intelectual, de la administración pública y el feminismo mexicano, mujeres que rompieron el techo de cristal. Autora de la idea original y cooproductora; además realizaba la investigación de la serie y elaboraba cápsulas informativas para la misma. Durante un lustro (2002-2007)  fue colaboradora de Detrás de la Noticia, fundado y dirigido por Ricardo Rocha. 

Ha tenido el privilegio de participar y ser observadora desde 1970 del nacimiento y desarrollo de la segunda ola del feminismo mexicano. Como periodista ello ha significado tener un sitio privilegiado de contactos y relaciones que le dan a su participación de activista, una mirada abarcadora de la realidad nacional e internacional con visión de género.

### Actividades relevantes
Obtuvo una beca para preparar un libro con investigación a fondo sobre la vida de las mujeres viudas en las minas de carbón de Coahuila, México (4 generaciones), que realizó en 2007. Esta investigación fue base del documental “Viudas del Carbón: mujeres sin nombre dirigido por Rosario Novoa. El mismo que se ha exhibido en varios festivales cinematográficos en diversas ciudades de México y el extranjero. La investigación obtuvo el premio México de Periodismo que otorga la Federación de Asociaciones de Periodistas de la República Mexicana (FAPERMEX).
Escribió un ensayo que lleva el título Mujeres del Porvenir: Acción, obra y pensamiento femeninos en la lucha por la democracia en México. De la Independencia al México actual. Para el tercer número de la serie sobre la Izquierda en México en el siglo XX que se publicó en 2016 por la UNAM.

### Antecedentes profesionales
Entre 1968 y 1998, laboró como periodista, reportera, jefa de sección, editora, coordinadora de noticiarios y editorialista en los diarios El Día, El Nacional, Ovaciones (haciendo un suplemento infantil), Imevisión (Canal 13), Canal 11 del IPN (donde dirigió el sistema de noticias), Radio Educación, (donde fundó los noticiarios en 1971), diarios Uno Más Uno y La Jornada, de la agencia Detrás de la Noticia y corresponsal del Servicio Especial de la Mujer (IPS).
Fue jefa editorial de la Carta de México (publicación trimestral de análisis) 1972-1973. Responsable del Sistema de Información al Público de la Regencia de la Ciudad de México (1973-1974). Investigadora del Grupo Promotor Voluntario de la Regencia de la Ciudad de México, (1974-1975). Coordinadora de comunicación social de la Tribuna de Mujeres (1975), del Programa de México para el Año Internacional de la Mujer (1976) y en 1998 en la Cámara de diputados del Grupo Parlamentario del PRD.  Cofundadora del Diario La Jornada 1984, reportera en este de 1984-1998, fundó y dirigió el suplemento doblejornada en este mismo diario entre 1987 y 1998, es decir, por once años. Fundó en 1988 Comunicación e Información de la Mujer A.C. cimacnoticias y la dirigió durante 14 años.
Al empezar la década de 1990 participó como docente de Periodismo no Sexista en la Unidad Profesional de Iztacala, UNAM, 1989-1990. Directora de la Revista Brecha (Torreón, Coahuila) 1997-1999. Editora de la Sección Sociedad de la Revista X Cultura y Sociedad 1998-2000. 
Fue integrante del Grupo Cono Sur y Medios, con sede en Uruguay en el año 2000. Coordinadora de la Investigación Nacional sobre el feminicidio en México, de la Cámara de Diputados del 2005-2006. Docente de la Especialidad en la Atención de Delitos de Violencia Contra las Mujeres con Perspectiva de Género, en el módulo de Feminicidio, que la Facultad de Psicología de la UNAM convino con la Fiscalía Especial para la Atención de Delitos relacionados con Actos de Violencia contra las Mujeres (FEVIM) de la PGR, de abril de 2006 a diciembre de 2007. En 2008 promovió y participó en capacitación a policías de la Ciudad de México, durante 9 meses. Docente y responsable del Seminario: La Ciudadanía de las Mujeres, patrocinado por el área de Ciencias Sociales de la Universidad Autónoma de Oaxaca, con valor curricular para las y los participantes (2009). Tallerista del proyecto Primera Plana para la Educación (2008-2009), que construyó una red de periodistas para la transformación del Sistema Educativo Nacional a través de la reforma en la educación media superior. Y ese mismo año coordinó la capacitación en las 12 regiones militares del país, para comunicación y género. Fue comentarista del programa Periodistas y dirigió la emisión Mujeres en Movimiento, en Capital 21, la TV por internet y digital del Gobierno del Distrito Federal (2008-2012). Coordinó la Guía Ciudadana para Mujeres del Distrito Federal (2009), para el Gobierno del Distrito Federal (inédita). Produjo e Investigó el contenido para 4 videos de 7 minutos en favor de parar la violencia contra las mujeres en el Distrito Federal en colaboración con la asociación educativa de medios audiovisuales Didaxis (2009-2010). 
Moderó, sistematizó y presentó resultados del Foro Virtual desarrollado antes y después del Foro Hemisférico Liderazgo de las Mujeres para la democracia y ciudadanía, presencial que impulsó la Comisión Interamericana de Mujer CIM/OEA en Washington D. C. en abril de 2011 (foro virtual que contó con la participación de más de 700 mujeres de América Latina). Coordinadora y facilitadora en el Seminario: Nueva política lingüística para funcionarios de comunicación social de los estados de Veracruz y Chiapas que obtuvo valor curricular de las Universidades Autónomas de ambos estados (2010). Coordinadora y facilitadora del Diplomado: Crear las Bases para establecer un Observatorio de Medios con perspectiva de Género, para funcionarios de comunicación social del estado de Chiapas que obtuvo valor curricular de la Universidad Autónoma de Chiapas (2011). Coordinadora y Facilitadora del Seminario "La trata y migración de mujeres en Europa", para organizaciones de mujeres y migrantes, promovido por el Colegio de Periodistas, de Cataluña, España (noviembre de 2011). 
Ha sido coordinadora y facilitadora de los talleres:
- Para Periodistas convocado por el Instituto de la Mujer Chihuahuense, septiembre-octubre de 2012. Con una sesión especial para voceros de las dependencias oficiales.
- Para funcionarios de comunicación social del Estado de Querétaro, octubre-noviembre de 2013.
- Lenguaje Incluyente en los medios de Comunicación, 8 sesiones, para el Instituto Queretano de la Mujer 2013.
- Cultura de la Legalidad, en la ciudad piloto de seguridad pública, de Ensenada, Baja California. 2013.
- Estrategias de Comunicación para las y los directores de área y personal ejecutivo del Instituto Nacional de las Mujeres, octubre/ noviembre de 2014.
- Para Periodistas convocado por el Instituto de la Mujer en San Luis Potosí, julio/octubre de 2015.
- Género y Comunicación para guionistas y productores la DGTV a través de la Dirección General Adjunta de Igualdad de la Secretaría de Educación Pública, agosto de 2015.
- Para Periodistas convocado por el Instituto Poblano de la Mujer. Septiembre/octubre de 2015.
- Lenguaje no sexista para la Administración Pública, de la Dirección General de Igualdad del Gobierno del Distrito Federal, 16 sesiones, agosto/diciembre de 2015.
- Género y Comunicación para el personal de la Dirección General Adjunta de Comunicación Social del Instituto Nacional de las Mujeres, noviembre de 2015.

De igual manera, ha sido creadora de contenidos para ejercer el 2 por ciento del presupuesto de los partidos políticos para capacitación a mujeres líderes. 2012. Ha impartido talleres de periodismo no sexista y otros temas como ciudadanía, género, derechos humanos de las mujeres, lenguaje no sexista, marco jurídico de los derechos humanos de las mujeres y el funcionamiento de los mecanismos de la mujer en México, América Latina, Estados Unidos, Europa (España, Inglaterra y Alemania) y Marruecos.( 1995-2013). Coordinó el seminario y sus talleres para el proyecto “Comunidad periodística para la reflexión de criterios editoriales en contenidos de violencia y delincuencia como un mecanismo de prevención”, con financiamiento de la USAID. 2014. Participó como expositora en el taller de personal encargado de redes sociales del Gobierno de la República impartido por la Dirección General Adjunta de Comunicación Social del INMUJERES, 2016.
Entre 2013 y 2016 se encarga del módulo de cambio cultural en el encuentro anual de Enlaces de Comunicación Social de los mecanismos estatales de la Mujer de la República Mexicana, a que convoca el INMUJERES. Elaboró el programa y el convenio para crear las bases y el desarrollo para establecer un Observatorio de Medios con perspectiva de Género, para el estado de Michoacán, donde participan funcionarios de comunicación social del estado, la Universidad Autónoma de Michoacán; la oficina de Derechos Humanos del Gobierno de la entidad. Responsable de capacitar a quienes integrarán el observatorio en curso. (2017-2018). Elaboró un documento diagnóstico sobre el avance de la Alerta de Violencia de Género contra las Mujeres (AVIGM) para la Secretaría de Gobierno del estado de Guerrero (julio 2018). El documento se hizo con base en Diálogos entre Mujeres, en 13 de los 14 municipios con Declaratoria de AVGM.
A partir de marzo de 2019 trabajó como asesoras  de la Secretaría General de Gobierno del Estado de Guerrero. Trabajó en las áreas de comunicación, derechos humanos, diario oficial, oficina de búsquea, protección a periodistas y organizaciones sociales,  en las subsecretarías encargadas  de eso temas.
En 2022, durante un trimestre fungió como asesora de la Secretaría de las Mujeres en el Estado de México. Una de sus tareas centrales fue realizar talleres con mujeres de base, sobre el Sistema Nacional de Cuidados.
Este mismo año desarrolló conferencias en la UNAM, el INE, en el estado de Tlaxcala y en el Estado de Hidalgo. 
Este mismo año trabajó inicio su trabajo  en la Consultoría de  Marta Cabrera. Laboratorio de Datos.

## Actividades sociales y políticas
Secretaria General del Sindicato Único de Trabajadores de La Jornada (1987-1990).
Candidata a Diputada Plurinominal (PRD; 2000).
Entre 1971 y la fecha ha pertenecido a la organización y a sus órganos directivos de los grupos: Mujeres en Acción Solidaria (1972-1975), Lucha Feminista (1975-1978), Frente Nacional por la Liberación de la Mujer (1978-80); Madres Libertarias (1982-1986), Mujeres en Acción Sindical (1986-1989), Mujeres por un Desarrollo Alternativo (Brasil,1987..), Frente Continental de Mujeres por la Paz (1985-1988), Foro Nacional de Mujeres y Políticas de Población (195-1998), Asamblea Nacional de Mujeres (1996-1997), Asociación Mundial de Mujeres Periodistas y Escritoras (AMMPE), Mujeres en Lucha por la Democracia; Unión de Periodistas Democráticos, Federación de Asociaciones de Periodistas Mexicanos (FAPERMEX); Periodistas 3.O, Frente por la Libertad de Expresión, Comunicación, Educación y Desarrollo para la Igualdad CEDI, Diez Comunicación y Casa de los Derechos de Periodistas.
Fundadora, promotora e integrante de las Redes de Periodistas con Visión de Género, impulsadas por CIMAC: Nacional, México-Centro América y El Caribe; México-Estados Unidos-Canadá e Internacional y Mediterránea, entre 1991-2008.
Integra Mujeres de Paz a Través del Mundo (2005 a la fecha).
Integrante del Grupo Feministas Socialistas 2005 a la fecha.
Integrante del Consejo Consultivo Ciudadano del Instituto de las Mujeres del Distrito Federal (2008 a 2009).
Integrante del Consejo Asesor de Isis Internacional (sede en Chile).
Secretaria de la Asociación Civil Comunicación, Educación y Desarrollo (CEDI /2009 a la fecha).
Apoderada de Comunicación e Información de la Mujer en Nuevo León (CMNL.2009, a la fecha).
Integrante del Consejo Consultivo de la Red Feminista Latinoamericana y del Caribe por una Vida sin Violencia para las Mujeres (julio de 2006 a la fecha).
Pertenece al proyecto sobre la memoria de mujeres en conflictos armados impulsado por Radio Internacional Feminista (2006 a la fecha).
Convocante e impulsora del Encuentro de Mujeres e integrante del Movimiento Mujeres de ante la Emergencia Nacional en construcción (2011).
Integrante del Frente Nacional por la Libertad de Expresión (2010 a la fecha).
Coordinadora e Integrante del Grupo Diézcomunicación (2009 a la fecha).
Integrante de la Asociación Civil Casa de los Derechos de Periodistas, de donde fue presidenta y  administradora general de 2011 a 2019.
Integrante del Consejo Ciudadano de la Subcomisión de las Violencias contra las mujeres y el feminicidio a cargo de la diputada Lorena Villavicencio, Cámara  de Diputados, abril de 2019.

#### Misiones internacionales
Por el carácter de su profesión y sus actividades sociales a partir de 1970 ha viajado varias veces a todos los países de América Latina y El Caribe, a diversas entidades de los Estados Unidos y a 21 países de Europa.
Cubrió el 20 aniversario de la Conferencia de Beijing, en Nueva York, 9-19 de marzo de 2015, como enviada especial de SEMlac, Semexico, el IMER y el noticiario México al Día de la Televisión Educativa (DGTVE).
Ha participado y cubierto 3 de las 4 conferencias mundiales de la mujer en México, Dinamarcay Kenia; a las pre conferencias de población en Río de la Plata Argentina, México, Perú y Nueva York; a distintas reuniones internacionales como la de la Hábitat en Vancouver, Canadá (1976), por la Liberación de Namibia en Costa Rica y Colombia 1982 y 1984; a las conferencias regionales de América Latina de Población (1984), a reuniones variadas y diversas de otros organismos internacionales tanto en México como en otros países.
Participó en el Foro Hemisférico: Liderazgo de las mujeres para la democracia de ciudadanía (4-6 de abril de 2011, Washington D. C.).
Ponente en el encuentro de Observatorios de Medios de América Latina, en Managua, Nicaragua (agosto de 2011).
Ha dado conferencias e impartido seminarios en los Encuentros Feministas Latinoamericanos en los últimos 30 años y en los encuentros temáticos de Anticoncepción de Emergencia (Quito, 2002); Salud Mundial de las Mujeres (Río 1999), Salud Red Latinoamericana (Chile, 1989); Seminario Latinoamericano de la Universidad Libre de Berlín (2006); Observatorio de Medios, de Santiago de Compostela, España (2006), Asociación de Académicos de Europa, Frankfurt, Alemania, (2007); Asociación Mujeres Latinas (Roma 2008), Mujeres entre la Guerra y la Paz convocado por la Radio Internacional Feminista, Costa Rica, 2008; Encuentro sobre las Mujeres Desplazadas, Cartagena de Indias, Colombia, 2009; Muévete por la Igualdad: Es de Justicia, Madrid, España, abril de 2009; I Jornada de Formación en Comunicación y Género, San Salvador, El Salvador, mayo de 2009; Participante en el Observatorio Feminista en Honduras, entre el 17 y 21 de agosto de 2009 con otras mujeres de América Latina; Violencia, Mujeres y Acciones para América Latina (Bogotá, Colombia, abril de 2010).
Ha participado como corresponsal de SEMlac en 5 de los 10 encuentros iberoamericanos Género y Comunicación (La Habana, Cuba entre 2006 y 2010). Ponente en el encuentro de la Red Mediterránea de Periodistas con Visión de Género en Marakech, Marruecos (2008) y en la segunda similar en Roma, Italia (2010).

#### Conferencias y presentaciones
Desde 1974 a la fecha, ha impartido conferencias sobre periodismo no sexista y comunicación y género, derechos civiles de las mujeres, violencia contra las mujeres, la construcción de los derechos humanos de las mujeres, los derechos sexuales y reproductivos de las mujeres, liderazgo femenino y construcción de estrategias desde la transversalidad estatal en universidades estatales, ONG y mujeres políticas o funcionarias de Veracruz, Oaxaca, Colima, Chihuahua, Zacatecas, Jalisco, Tabasco, Morelos, Chiapas, Yucatán, Sonora, Nuevo León, Baja California Sur, Durango, San Luis Potosí, Tlaxcala, Puebla, Hidalgo, Querétaro, Puebla, Nuevo León, Guanajuato, Sonora, Estado de México, Michoacán, Coahuila, Distrito Federal, Colima, Tamaulipas, Nayarit, Baja California, Baja California Sur, Veracruz y Guanajuato; Así como en las Universidades Autónoma de México y Autónoma Metropolitana; en las Universidades de Agricultura Antonio Narro, Coahuila y Chapingo, Texcoco, Estado de México, así como en numerosas universidades privadas de al menos 15 estados de la República y en reuniones académicas y sociales de todo el país, en general sobre derechos humanos, género y comunicación y género.
Ha impartido talleres y conferencias para funcionarias de los mecanismos o institutos o secretarías de la mujer en México como INMUJERES (2013), Y de los estados de Veracruz, Michoacán, Tamaulipas, Guerrero, Baja California, Puebla, Distrito Federal, Puebla, Querétaro, Nayarit, Baja California, Jalisco, Guerrero, y para la coordinación de mecanismos de la mujer de América Latina (en dos ocasiones en Costa Rica y en México), sobre mecanismos institucionales, así como de comunicación y género.
Igualmente a lo largo de 25 años ha participado en numerosas conferencias, foros o conversatorios en al menos 15 universidades de México, incluida la Universidad Autónoma de México, UNAM.
También ha impartido conferencias en otros países. En el Instituto Interamericano de Derechos Humanos, sobre derechos de las y los periodistas, con sede en Costa Rica; en la Universidad Centroamericana (jesuita) de El Salvador; invitada por la GTZ en Chile; para la fundación Friedrich Ebert en Chile, Argentina y Uruguay, en colaboración con gobiernos municipales; por la fundación Bell en El Salvador; por Genera América, en El Salvador; representando a UNIFEM en Guatemala; por grupos activistas en Bilbao, Pamplona, San Sebastián, Santiago de Compostela, Barcelona, Valencia y Madrid en España; sobre violencia contra las mujeres en la Universidad Jaime I de Castelló, Valencia, España; invitada por la Red de Periodistas de Cataluña en diversas municipalidades en 2008 Y 2010; en Ámsterdam, Holanda (en la Fundación de la Reina), en Berlín y Frankfurt en Alemania; presentando Las Alzadas (sobre las mujeres de Chiapas y el EZLN); Comentarista en actividades académicas de la Universidad Libre de Berlín (2006) y de la Asociación de Investigadores para América Latina de Europa; en las universidades de Buses y Cambridge de Londres, sobre Feminicidio; ha presentado libros, documentales y conferencias también en Guatemala, Perú, Chile, Colombia, Argentina, Madrid, Barcelona, Marruecos y Holanda.
De 2006 a la fecha ha dado pláticas, talleres y coordinado conversatorios en los grupos de base y activistas en 10 delegaciones (hoy alcaldïa), del Distrito Federal (HOY Ciudad de México).
En 1997 publica junto a con Nellys Palomo "Las Alzadas" un libro editado por CIMAC con introducción de Sara Lovera que consta de 421 páginas en las que se recoge testimonios, algunos inéditos, de la lucha de las mujeres que se levantaron en marzo de 1993 a raíz del primer alzamiento del EZLN y hasta 1997 con la fundación del mismo.

## Premios y reconocimientos
Premio  Internacional Montserrat Minobis de Periodismo y Comunicación Feminista, primera edición, para SemMéxico y Semlac, de ambas agencias, directora. 24 de octubre de 2024. Barcelona. Cataluña.
Reconocimiento especial del Congreso de la Unión, por su trayectoria, marzo 2023
- Premio, Ricardo Flores Magón, por trayectoria, con motivo de sus 54 años de desempeño profesional. Otorgado por la Federación de Asociaciones de Periodistas Mexicanos (FAPERMEX). Octubdre, 2022.
- Premio Latinoamericano Dr. Zenobio Saldivia 2021en la categoría Derechos Humanos, de la organización Prensaiberocamericana. Recibido en Colima, Colima, en marzo de 2021.

- Medalla Hermila Galindo, otorgada por el Congreso de la Ciudad de México, marzo de 2021

- Reconocimiento Juana Belén Gutiérrez de Mendoza, otorgado por el Frente Feminista Nacional, abril de 2017.

- 'Premio Nacional de Periodismo en la categoría de trayectoria, 2015 por ser promotora del periodismo con visión de género, desde hace más de 30 años. El Premio Nacional lo otorga un comité civil, de universidades, asociaciones civiles y periodistas. Lo recibió en 2016.[5]
- Reconocimiento Simone de Beauvoir a la innovación y la transformación humanística, democrática y de género, otorgado por el Centro de Investigación y Estudios de la Mujer de la Universidad Michoacana de San Nicolás de Hidalgo. Noviembre 2014.
- Medalla Omecíhuatl, 2013, por sus contribuciones a los derechos humanos de las mujeres, otorgada por el Instituto de las Mujeres del Distrito Federal.

- Premio Nacional Hermila Galindo, 2012, por contribuir a la cultura de género otorgado por la Comisión de Derechos Humanos del Distrito Federal.
- Medalla Emilio Krieger 2011 de la Asociación Nacional de Abogados Democráticos (ANAD), a personas que se han destacado en la defensa de los Derechos Humanos, otorgada por hacer visible la problemática femenina, septiembre de 2011.
- Premio Nacional de Periodismo José Pagés Llergo, abril de 2010, otorgado por la Fundación Pagés Llergo por su trayectoria en periodismo feminista.[6]
- Premio México de Periodismo /Sexta Edición  otorgado por la Federación de Asociaciones de Periodistas Mexicanos (FAPERMEX) por la investigación periodística Las Viudas del Carbón, base del documental del mismo nombre. Categoría Video Noticioso. 2008.
- Reconocimiento por trayectoria. Dirección General de Igualdad GDF, noviembre de 2007.
- Medalla Josefa Ortiz de Domínguez, por su tarea en comunicar la condición social de las mujeres. Otorgado por la Asociación Civil Voces por México 2007
- Premio Nacional Los Rostros de la Discriminación, que otorga la Comisión de Derechos Humanos del D.F., el Consejo Nacional contra la Discriminación y la Fundación Manuel Buendía , por el reportaje Las Viudas del Carbón, en la categoría de Internet y publicado en la página de cimacnoticias. 2006[7]
- Premio al mejor Proyecto Periodístico de Semlac, primera emisión por el proyecto de investigación la vida de las Viudas de Mineros en Coahuila, México. Noviembre 2006.
- Reconocimiento Mujer al Máximo, otorgado por la Fundación Wyeth, por la difusión de los derechos sexuales y reproductivos de las mujeres 2005.
- Nominada con otras mil mujeres del mundo, al Premio Nobel de la Paz, a iniciativa de Ruth-Gaby Vermont-Mangold, relatora del Comité de Igualdad de Oportunidades para Mujeres y Hombres de la Asamblea Parlamentaria del Consejo de Europa 2005.[8]
- Premio Dolores Jiménez y Muro, otorgado por única vez por el Programa de la Mujer de Distrito Federal por su trayectoria profesional a favor de los derechos de las mujeres.1998
- Reconocimiento del Partido de la Revolución Democrática (PRD), otorgado por todas las mujeres del Comité Ejecutivo Nacional por lo que dice el diploma una “ incansable labor por la letra y la palabra". Ciudad de México 6 de agosto de 1998

- Durante 1998 y 1999 recibió reconocimientos y diplomas de sus compañeras periodistas y de las redes en México, en los estados de Sonora, Hidalgo, Colima, Veracruz, Estado de México, Chiapas, Oaxaca, Baja California y Zacatecas, por sus 30 años de trabajo periodístico, la difusión de los derechos de las mujeres y su labor de organización de periodistas con visión de género.

- Recibió un reconocimiento de sus compañeras del suplemento feminista Doblejornada, en su décimo aniversario, en 1997.

- Premio Internacional de Población a la Excelencia Periodística, otorgado por The Population Institut de Estados Unidos 1997, a Doble Jornada por su tarea a favor de los derechos sexuales y reproductivos de las mujeres. Se entregó en Tanzania, lo recibió la editora, Rosa Ma. Rodríguez.

- En los años 90 recibió diplomas y reconocimientos por coberturas del movimiento obrero de los sindicatos Bancario, Mexicano de Electricistas, trabajadores del Instituto Mexicano del Seguro Social, un reconocimiento especial por su contribución informativa del Sindicato de Costureras 19 de septiembre y de los trabajadores automotrices del estado de Morelos.

- Premio de periodismo del diario El Porvenir, por investigación sobre las condiciones laborales de las trabajadoras de las empresas Maquiladoras de exportación 1992, en defensa de los derechos laborales de las mujeres.

- Reconocimiento/escultura especial, otorgado por un grupo de jóvenes mujeres, víctimas de violación a manos de policías judiciales. México.DF.1992.

- Premio al Valor Civil por el caso de las jóvenes violadas en el sur de la Ciudad de México, 1990. Por su trabajo profesional por el esclarecimiento de un caso de violación a los derechos a la integridad de un grupo de mujeres.

- Premio Nacional AMMPE de Periodismo “Rosario Castellanos”, por su reportaje sobre El voto de las mujeres 1989 y su trabajo a favor de los derechos políticos de las mujeres.

- Premio Nacional de Reportaje, otorgado por el Club de Periodistas de México 1979, a favor de los derechos económicos de las mujeres.

## Publicaciones

### Libros
"Los Trabajadores frente al nuevo modelo laboral, en Dos Proyectos de Nación, Ed.Sindicato de Trabajadores de la UNAM, 1989.
- Las periodistas frente a la problemática femenina. Ed. FES 1991

"La participación de la mujer trabajadora en la historia del sindicalismo. En Comisión Nacional de la Mujer Trabajadora. Ed. Fundación Friedrich Ebert, México, 1995.
- Las alzadas (1997) Coordinación Sara Lovera y Nellys Palomo. Edición CIMAC[9]
- Coordinadora de Tejedoras de la Palabra (compilación) Ed. CIMAC y otras, 2000.
- Coordinadora de Tejedoras de la Palabra: Hablan los Medios, (análisis de medios) Ed. CIMAC 2000, en colaboración con Rosario Novoa.
- Los desafíos de las Mujeres Trabajadoras, en el libro Fuerza de Trabajo Femenina, FES/SUTUNAM 2003.
- Agencias de Género/Comunicadoras en el Mundo, Ed. Ameco, Madrid, España, 2004
- Estrategias de Comunicación y Visibilidad para las Organizaciones de la Sociedad Civil. Manual. Investigación y Coordinación General. CIMAC, 2004.
- El Voto de las Mujeres. (Con motivo del 50.º Aniversario del Voto para las Mujeres) Coordinadora y Editora (compilación) Ed. Plaza y Janés, 2004, en colaboración con Yoloxóchitl Casas.
- Por una Imagen Equilibrada en los Medios, en Mujeres y Medios de Comunicación Ed. Fundación Heberto Castillo A.C. 2005
- Tejiendo Futuros: Reconstruyendo Esperanzas. (Sobre las Mujeres Indigentes de la ciudad de México) En colaboración con Leticia García. (IASIS/GDF 2006)
- Buenas Prácticas, Género y Comunicación, (compilación) Ed. Ameco, Madrid España, 2007
- Libertad de Expresión y Ejercicio Periodístico, en Nosotras en el país de las Comunicaciones, Miradas de mujeres. Compilación, Ed. Icaria y Antrazyt, Barcelona, España, (2007)
- Ciudadanía y movimiento de mujeres en México, en ¿Qué género tiene el derecho? Coordinadoras Stefanie Kron y Karoline Noack. Tomo 5 de la serie, Fragmentierte Moderne in Lateinamerika, Freie Univeersitat, Berlín, Alemania, 2008.
- Comunicación y Género. El reto de este siglo: "La Sociedad de la Información", en Know How y Ciudadanía: nuevas tecnologías para la comunicación y la acción de las mujeres en el siglo XX J. Félix Martínez (compilador) UNAM, UNIFEM Y PUEG, México, D.F., 2009.
- Testimonios y experiencias de Promotoras Indígenas del Programa Organización Productiva para Mujeres Indígenas de la Comisión Nacional para el Desarrollo de los Pueblos Indígenas CDI. Coordinadora de la investigación y compiladora de textos. CDI/México 2010.

"La pobreza alimentaria", en La Feminización de la Pobreza, coordinadoras: Gloria Careaga Pérez y Patria Jiménez Flores, ed.  Cámara de Diputados, diciembre 2011, México.
- Glosario de términos de género. Coordinación y Recopilación en colaboración con Mtra. Bárbara García Chávez y la periodista Soledad Jarquín, LXI legislatura del Estado de Oaxaca. Fracción del Partido Revolucionario Institucional, 2011.

"La Comunicación, fuente de encuentro", en Los Espacios entrelazados de los político.Compilación.Fragmentierte Moderne in Lateinamerika, .Ed. Tranvía, Berlín 2013.
- Mis Recuerdos de Pepe Revueltas, artículo en Un escritor en la tierra. Centenario de José Revueltas. Edith Negrín y otros coordinadores. Ed. Fondo de Cultura Económica, serie Vida y Pensamiento de México, noviembre de 2014.
- Guía sobre las buenas Prácticas de Comunicación y Género para las Áreas de Comunicación Social del Gobierno del Estado de Jalisco. En coautoría con Soledad Jarquín Edgar. Ed. Instituto Jalisciense de las Mujeres, enero de 2015.
- Mujeres del Porvenir, Movimiento, Obra y Pensamiento en la Lucha por la Democracia en México, en La Izquierda Mexicana del Siglo XX. Libro 2 Movimientos Sociales, Arturo Martínez Materas, coordinador, Joel Ortega Juárez, compilador. UNAM 2016.
- Las Indispensables: Mujeres del poder Local. Autora de la Concepción Editorial e Investigación y Redacción. Un libro con 18 biografías de las primeras presidentas municipales, diputadas locales y federales y antiguas luchadoras por el voto femenino y la paridad electoral. Libro digital. Instituto Nacional de las Mujeres, 2016.
- Las Indispensables. Libro con 21 semblanzas de mujeres en la política local. Concepto editorial, coordinadora de la investigación y la redacción; Libro Impreso. Ed. Instituto Nacional de las Mujeres, septiembre 2018.
- Reconstruyendo Vidas: Historias de Mujeres Beneficiarias del Instituto de las Mujeres de la Ciudad de México en el marco del Programa de Atención Integral del Cáncer de Mama PAICMA. Coordinadora. Ed. Instituto de las Mujeres de la Ciudad de México, julio 2018.

Mujeres y hombres por la verdad en la prensa nacional. Reflexiones en torno
a la actuación y discurso de la CNDH (2009-2016), en Estudios sobre el cumplimiento e impacto de las recomendaciones generales; informes especiales y pronunciamientos de la CNDH, diciembre de 2018. Ed. UNAM/CNDH.
Diagnóstico sobre la Violenlcia política en razón de género contra las candidatas del Partido Revolucionario Institucional en el proceso electoral 2017-2018, en colaboración con la doctora Georgina Cárdenas Acosta. Ed. OMPRI/PRI,México, 2019.
La voz de las mujeres más fuerte que nunca en los medios de comunicación en México, en La Formación de Género como una Garantía de la Calidad Informativa, Género y Comunicación, Ed. Asociación Española de Mujeres Profesionales de los Medios de Comunicación, Madrid, 2021.

### Reportajes periodísticos
- Las Viudas del Carbón: una lucha centenaria: publicado por el Servicio de Noticias de la Mujer de América Latina y el Caribe (SEMLAC), mayo de 2007, que sirvió de base al documental Las Viudas del Carbón: Mujeres sin Nombre, realizado por Rosario Novoa, febrero de 2008.. El sistema de Solidaridad. Un peso diario para los Pobres, publicado en La Jornada 1996.

- Reportaje sobre la violación a 3 indígenas tzeltales en Altamirano, Chiapas. Publicado en La Jornada durante 1994

- Reportaje sobre las condiciones laborales de las obreras de las Empresas Maquiladoras de Exportación. Investigación en la frontera norte de México (3 meses). Publicado en La Jornada 1993.

- La lucha campesina por limpiar sus tierras invadidas de petróleo en Tabasco, México. Publicado por el diario La Jornada 1993.

- Violaciones a 19 jóvenes del sur (3 años todo el proceso), 1989-1991, La Jornada.

- La Caída del Muro de Berlín, en Alemania en 1990. 8 capítulos publicado en La Jornada en abril de 1990.

- El caso de las Costureras de la Ciudad de México y la lucha por sus derechos laborales entre 1985 y 1988, Diario La Jornada.

- La lucha por el voto de las mujeres. Encuadernado, 5 capítulos. La Jornada 1989

- El cierre de la Fundidora de Monterrey, y los 10 mil afectados. Publicado como Perfil de La Jornada (1986)

- Las violaciones a mujeres en el D.F. Publicado en el diario Uno más Uno 1982.

- El filicidio. Último recurso de una mujer atrapada: caso de Elvira Luz Cruz. Diario Uno más Uno 1983.

- Represión a mujeres campesinas en Sinaloa. Diario Uno más Uno, 1983.

- La introducción de las drogas en el Distrito Federal, Diario El Día 1979

### Otras publicaciones
Diagnóstico sobre la violencia política en razón de género contra candidatas del Partido Revolucionario Institucional en el proceso electoral 2017-2018. Ed.  PRI, Organismo Nacional de Mujeres Priistas OMPRI en coautororía con la doctora  Georgina Cárdenas Acosta. Marzo 2019.
Agenda 2019: Los Retos Los Logros. Coordinadora de la investigación y la redacción. Documenta las acciones y los programas gubernamentales para el desarrollo de la igualdad y la no violencia,  propuestas, acciones, construcción de instituciones del Estado Mexicano  y políticas públicas. Publicada por el Instituto Nacional de las Mujeres. Noviembre  2018.
Agenda 2018. Visionarias: Mujeres que pasaron de la protesta a la propuesta, coordinadora de la investigación, redacción y edición. Un recorrido de las participantes en el movimiento feminista mexicano 1970-1990. Publicada por el Instituto Nacional de las Mujeres. Enero 2018.
Agenda 2017. Mujeres en la Ciencia, coordinadora de la investigación y la redacción. Un recorrido por el siglo XX de las más importantes mujeres en las artes y la cultura mexicanas. Publicada por el Instituto Nacional de las Mujeres. Enero 2017.
Agenda 2016: Las Creadoras: Mujeres en las Artes y la Cultura en México, coordinadora de la investigación y la redacción. Un recorrido por el siglo XX de las más importantes mujeres en las artes y la cultura mexicanas. Publicada por el Instituto Nacional de las Mujeres. Enero 2016.
Agenda 2015: Pioneras: Mujeres que abrieron camino en la política, publicada por el Instituto Nacional de las Mujeres. Coordinación de la investigación y redacción. Un recorrido histórico de la representación femenina en México y las primeras mujeres alcaldesas, diputadas locales y nacionales, senadoras e integrantes de la administración pública. Diciembre 2014.
Agenda 2014: Homenaje a Mujeres Periodistas, publicada por el Instituto Nacional de las Mujeres. Concepto Editorial y coordinación de la investigación y redacción. Un recorrido de la participación de las periodistas en la construcción de los derechos políticos de las mexicanas. Octubre 2013/ Instituto Nacional de las Mujeres.
Autora del Protocolo de Actuación: Desde la Perspectiva de Género en las Instancias Públicas de Comunicación Social en el Estado de Querétaro 2013, en prensa.
Autora del folleto El Nuevo Papel de los Medios Frente a la Violencia contra las Mujeres, de la Secretaría de la Mujer del estado de Guerrero. 2013, en prensa.
Autora de cuatro estudios para el Organismo Nacional de Mujeres del Partido Revolucionario Institucional (ONMPRI): Habilidades para mujeres políticas: Cómo se llega a ser una dirigente política; Habilidades para una Comunicación Asertiva para Mujeres Políticas; Habilidades para el uso de las redes sociales y Habilidades para llevar con éxito una campaña política. En prensa. Estos estudios tienen un resumen pedagógico para una plataforma virtual de capacitación.
Agenda de la Mujer Intercultural. Publicada por la Secretaría de Desarrollo Rural y Equidad para las Comunidades. Coordinación e investigación representando a CEDI. 2011.
Monográfico Periodístico: Situación de la Salud Sexual y Reproductiva de las Mujeres: América Latina y Cataluña. Coordinadora periodística, colaboradora y editora. Fundación Sida y Societat-SEMlac, Barcelona 2011.
Violencia de género y pobreza en La Feminización de la Pobreza en México, Cámara de Diputados, diciembre de 2011.
Una Historia al revés. Soy Morena. En Güeras y prietas: género y raza en la construcción de mundos nuevos. Autor: Marisa Belausteguigoitia, PUEG/UNAM, 2010.
Coordinadora de la Colección El Feminicidio (11 libros). Cámara de Diputados 2005, (resultado de la investigación en 10 entidades del país). Comisión Especial sobre el feminicidio. Responsable Diputada Marcela Lagarde y de los Ríos.
Celebra tu Voto, Carpeta Histórica e Informativa. Coordinadora y editora publicado con motivo del 50 aniversario del voto femenino por la Comisión Especial. Conmemoración del L Aniversario del Voto de la Mujer en México, Cámara de Senadores, 2003.
Mejores Prácticas Sociales 2003. Coordinación de Textos. Responsable Yoloxóchitl Casas, SEDESOL 2004.
Historia de Mujeres, Historia de Libertad. Coordinación de textos y edición en colaboración Yoloxóchitl Casas, SEDESOL, México, 2003.
Coordinadora y Directora de: “Experiencias compartidas: Visión de Género”, serie de televisión, 10 capítulos, producida por CIMAC., que tuvo un impacto televisivo en más 20 millones de personas. En colaboración con la Dirección General de Televisión Educativa y la Red Satelital de Educación (Edusat), y los sistemas de televisión de 14 estados de la República, integrantes de la Red Nacional de Radiodifusoras y Televisoras Educativas y Culturales AC. Y la Red Nacional de Periodistas. Se difundió en el sistema de la Red de Tele secundarias, en el canal 4 de Televisa, en 22 canales estatales y dos privados, abril-junio de 2001.
Revista Nosotras de Nuevo León. Integrante del Consejo Editorial (2000 a la fecha)
Cuadernos Feministas, revista, integrante del grupo fundador y del consejo editorial (1996 a la fecha).
Editora y coordinadora de Las Alzadas: Zapatistas en Chiapas (compilación) Ed. CIMAC/Convergencia Socialista 1997. En colaboración con Nellys Palomo (+).
Las Elecciones de las mujeres: Propuestas Legislativas, Ed. FES 1992. En colaboración con Yoloxóchitl Casas.
Tres Mujeres, (Entrevistas), Ed. Signos, Montevideo, Uruguay 1990. En colaboración con Tahís Corral y Georgina Ruiz.
Policías Violadores, Violadores Policías, Tema Actual 1, Editorial Majo, 1990. En colaboración con Yoloxóchitl Casas.
Otros artículos en 4 volúmenes de Ediciones de las Mujeres de Isis Intencional y Revistas de la UNAM, la Universidad de Puebla, la Universidad de Guadalajara y de la Comisión Nacional de la Mujer. 
Es autora del capítulo Feminismo de la Enciclopedia de México y del Capítulo Mujeres en la edición especial de La Jornada sobre México siglo XX.